# Porte Saint-Pierre (Dijon)
Pour les articles homonymes, voir Porte Saint-Pierre.
La porte Saint-Pierre est un édifice situé dans la ville de Dijon, dans la Côte-d'Or en région Bourgogne-Franche-Comté.

## Histoire
C'est par cette porte que le roi Henri III fit son entrée dans la Ville le 31 janvier 1575. Le 4 juin 1595, le roi Henri IV fit de même, ici.
Elle fut rémanégagée en 1760.
Le pilastre est inscrit au titre des monuments historiques par arrêté du 13 mars 1944.